# Championnat d'Asie masculin de basket-ball 1975
Navigation
Philippines 1973 Malaisie 1977
Le championnat d'Asie de basket-ball 1975 est la huitième édition du championnat d'Asie des nations. Elle s'est déroulée du 15 au 26 novembre 1975 à Bangkok en Thaïlande.

## Classement final
| Position | Équipe       | Bilan |
| -------- | ------------ | ----- |
| 1        | Chine        | 9v-0d |
| 2        | Japon        | 7v-1d |
| 3        | Corée du Sud | 6v-2d |
| 4        | Inde         | 5v-3d |
| 5        | Philippines  | 5v-4d |
| 6        | Thaïlande    | 4v-5d |
| 7        | Singapour    | 6v-3d |
| 8        | Malaisie     | 5v-4d |
| 9        | Hong Kong    | 4v-5d |
| 10       | Indonésie    | 2v-7d |
| 11       | Pakistan     | 2v-7d |
| 12       | Koweït       | 2v-7d |
| 13       | Sri Lanka    | 0v-9d |